# Chinatown (película)
Chinatown (en español: Barrio chino) es una película estadounidense de cine negro-dramática de 1974 dirigida por Roman Polanski y protagonizada por Jack Nicholson, Faye Dunaway y John Huston. La película ganó el Óscar al Mejor guion original y fue candidata a 10 premios más. Desde su estreno es considerada simultáneamente como un filme clásico y una Película de culto.
Forma parte del AFI's 10 Top 10 en la categoría de "Películas de misterio".

## Trama
En Los Ángeles, durante los años 30, el detective privado Jake Gittes (Jack Nicholson) recibe la visita de una mujer que dice ser la esposa del ingeniero de la compañía de agua de la ciudad, Hollis Mulwray (Darrel Zwerling), y que cree que le está siendo infiel; poco después, la verdadera esposa de Mulwray, Evelyn (Faye Dunaway), se presenta también en la oficina del detective en días posteriores, después de que Gittes hace el ridículo por haber sido ingenuamente engañado por la primera mujer, que luego se hace llamar Ida Sessions (Diane Ladd). Cuando Mulwray es asesinado, Gittes es contratado, dos veces, por dos diferentes clientes, para investigar el caso; y es entonces cuando empieza a descubrir que detrás de todo, como cabe esperar, está un enorme negocio inmobiliario, secretos familiares y mucha codicia.

## Reparto
- Jack Nicholson: J. J. "Jake" Gittes
- Faye Dunaway: Evelyn Cross Mulwray
- John Huston: Noah Cross
- Perry Lopez: el teniente Lou Escobar
- John Hillerman: Russ Yelburton
- Darrell Zwerling: Hollis I. Mulwray
- Diane Ladd: Ida Sessions
- Roy Jenson: Claude Mulvihill
- Roman Polanski: el hombre del cuchillo
- Dick Bakalyan: el detective Loach
- Joe Mantell: Lawrence Walsh
- Bruce Glover: Duffy
- Nandu Hinds: Sophie
- James Hong: Kahn, mayordomo de Evelyn
- Beulah Quo: la empleada de Evelyn
- Belinda Palmer: Katherine Cross
- Burt Young: Curly
- Jerry Fujikawa: el jardinero

## Producción
En 1971, el productor Robert Evans ofreció a Towne 175.000 dólares por escribir un guion para El gran Gatsby, pero Towne pensó que no podría mejorar la novela de F. Scott Fitzgerald. En su lugar, Towne pidió a Evans 25.000 dólares para escribir su propia historia, Chinatown, a lo que Evans accedió. Towne había esperado en un principio dirigir también Chinatown, pero se dio cuenta de que, al aceptar el dinero de Evans, perdería el control del futuro del proyecto y su papel como director.
Chinatown está ambientada en 1937 y retrata la manipulación de un recurso municipal crítico -el agua- por parte de un grupo de oscuros oligarcas. Era la primera parte de la trilogía planeada por Towne sobre el personaje de J. J. Gittes, las debilidades de la estructura de poder de Los Ángeles y la subyugación del bien público por la codicia privada. En la segunda parte, Los dos Jakes, Gittes se ve envuelto en otro intento de apoderarse de un recurso natural, el petróleo, en la década de 1940. Fue dirigida por Jack Nicholson y estrenada en 1990, pero el fracaso comercial y de crítica de la segunda película echó por tierra los planes de hacer Gittes contra Gittes, sobre el tercer recurso finito -la tierra- en Los Ángeles, hacia 1968.

## Respuesta de la crítica
En Rotten Tomatoes, Chinatown tiene un índice de aprobación del 98% basado en 142 críticas, con una puntuación media de 9,40/10. El consenso de la crítica del sitio web dice: "Tan magullada y cínica como la década que la produjo, este clásico del cine negro se beneficia del brillante guión de Robert Towne, la mano firme del director Roman Polanski y las maravillosas interpretaciones de Jack Nicholson y Faye Dunaway". Metacritic asignó a la película una puntuación media ponderada de 92 sobre 100, basada en 23 críticas, lo que indica "aclamación universal". Roger Ebert la incluyó en su lista de «Grandes películas», afirmando que la interpretación de Nicholson fue "clave para que Chinatown no se convirtiera en una simple película policíaca de género", junto con el guion de Towne, concluyendo que la película "parece asentarse fácilmente al lado de los noirs originales".
Aunque la película fue ampliamente aclamada por destacados críticos en el momento de su estreno, Vincent Canby del New York Times no quedó impresionado con el guion en comparación con sus predecesoras, y afirmó: "Polanski y Towne no han intentado nada tan ingenioso y entretenido, sino que se han contentado con hacer una película de estilo competente, más o menos de los años treinta, que continuamente me hizo desear volver a ver El halcón maltés o El gran sueño", pero destacó la interpretación de Nicholson, calificándola de "principal contribución de la película al género".

## Premios y candidaturas

John Huston en una foto publicitaria de la película.

### Óscar 1974
| Categoría                 | Persona         | Resultado |
| ------------------------- | --------------- | --------- |
| Mejor película            | Mejor película  | Candidato |
| Mejor director            | Roman Polanski  | Candidato |
| Mejor actor               | Jack Nicholson  | Candidato |
| Mejor actriz              | Faye Dunaway    | Candidato |
| Mejor montaje             | Sam O'Steen     | Candidato |
| Mejor guion original      | Robert Towne    | Ganador   |
| Mejor música              | Jerry Goldsmith | Candidato |
| Mejor sonido              | Bob Cornett     | Candidato |
| Mejor dirección artística | Bill MacSems    | Candidato |
| Mejor fotografía          | John A. Alonzo  | Candidato |
| Mejor vestuario           | Anthea Sylbert  | Candidato |

### Globos de Oro
| Categoría              | Persona                | Resultado |
| ---------------------- | ---------------------- | --------- |
| Mejor película - Drama | Mejor película - Drama | Ganador   |
| Mejor director         | Roman Polanski         | Ganador   |
| Mejor actor - Drama    | Jack Nicholson         | Ganador   |
| Mejor guion            | Robert Towne           | Ganador   |
| Mejor actriz - Drama   | Faye Dunaway           | Candidato |
| Mejor música           | Jerry Goldsmith        | Candidato |
| Mejor actor de reparto | John Huston            | Candidato |

### Premios BAFTA
| Categoría               | Persona         | Resultado |
| ----------------------- | --------------- | --------- |
| Mejor actor             | Jack Nicholson  | Ganador   |
| Mejor director          | Roman Polanski  | Ganador   |
| Mejor guion             | Robert Towne    | Ganador   |
| Mejor actriz            | Faye Dunaway    | Candidato |
| Mejor dirección de arte | Richard Sylbert | Candidato |
| Mejor fotografía        | John A. Alonzo  | Candidato |
| Mejor vestuario         | Anthea Sylbert  | Candidato |
| Mejor película          | Mejor película  | Candidato |
| Mejor montaje           | Sam O'Steen     | Candidato |
| Mejor actor de reparto  | John Huston     | Candidato |
| Mejor música            | Jerry Goldsmith | Candidato |